# Guía Peñín

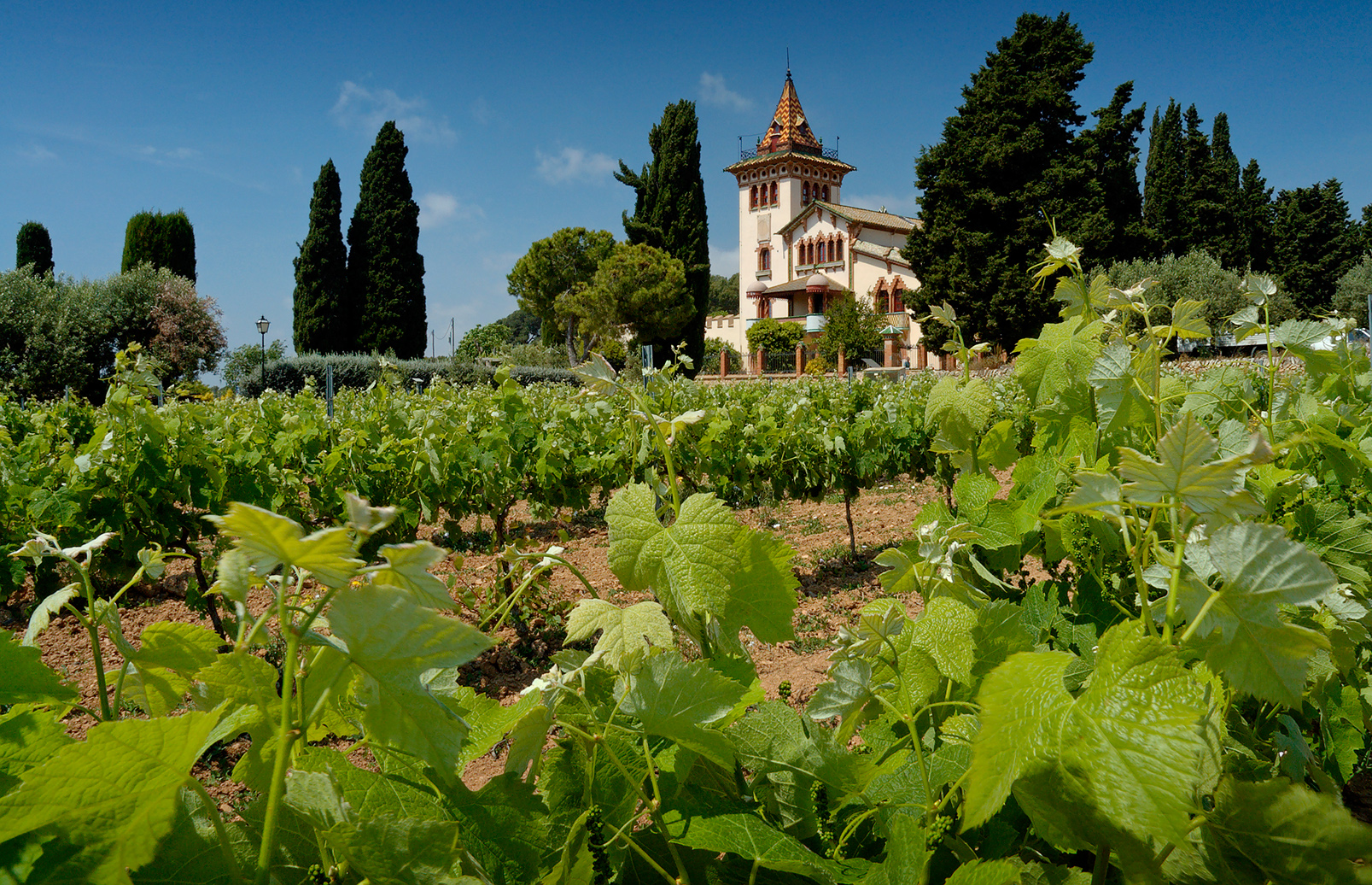
Anbau von Tempranillo in Penedès

Der Guía Peñín, Spaniens bekanntester und bedeutendster Weinführer, ist das Werk des spanischen Weinkritikers José Peñín. Als erfahrener Weinkritiker und -schriftsteller arbeitet Peñín seit mehr als 25 Jahren als Wein-Journalist und kennt den Weinbau in Spanien deshalb in- und auswendig. Für den Guía Peñín verkostet er zusammen mit seinem Team jedes Jahr Weine aus allen Weinanbauregionen Spaniens und bewertet diese nach dem durch Robert Parker bekannt gewordenen 100-Punkte-Schema. Neben dieser Weinbewertung gibt José Peñín in seinem Weinführer dem Leser eine gesonderte Einführung in die Themengebiete Weinbau, Weinbereitung, Weinsorten, Weinqualität, Einkauf und Genuss.

## Team Guia Peñín
Der spanische Weinführer Guia Peñín verfügt für seine Verkostungen über eine Arbeitsgruppe von Experten, die in der sensorischen Analyse nach Weingebieten versiert ist. Neben der Bearbeitung von Datenbanken, in denen über 100.000 Verkostungsnotizen aller Weinführerausgaben gespeichert sind, besitzt diese Arbeitsgruppe Kenntnis über die Entwicklung einer jeden Marke über die Zeit und der jeweiligen internationalen Qualität des Jahrgangs. So können Fehler bei den Abweichungen der Bewertungen vermieden und gleichzeitig geprüft werden, ob der Fehler beziehungsweise der Mangel eines Weines auf die reale Qualität der Marke oder auf den Zustand der Flasche zurückzuführen ist. Bei den Weinen, die mit über 93 Punkten bewertet sind, führt man eine zweite Bewertung (zweite Verkostung) der Marke durch, wobei die Weine, die sich ebenfalls in diesem Punktebereich befinden als Vergleichsbasis dienen. Die Arbeitsgruppe unter der Leitung von José Peñín setzt sich aus folgenden Personen zusammen: Carlos González (Allgemeiner Koordinator des Peñínführers), Javier Luengo (Verlagsverantwortlicher), Carlos del Hoyo (Verantwortlicher für internationale Beziehungen), Erika Laymuns (Datenverarbeitung) und Maite Corsín (Weinjournalistin).

## Bewertungssystem
Um die internationale Vergleichbarkeit zu gewährleisten, verwendet der Guia Peñín das amerikanische Bewertungssystem, bei dem 0 der Zahl 50 gleichgesetzt ist. Dieses Bewertungssystem beschreibt die verschiedenen Qualitäten der Weine nach Beurteilungskriterien, die in 10er-Blöcke unterteilt sind. Lediglich bei den absoluten Spitzenbewertungen von 90 bis 100 Punkte wurde eine weitere Unterteilung vorgenommen. Die folgenden Beschreibungen zu den einzelnen Stufen des Bewertungsschemas dienen dem besseren Verständnis der Benotungen.
- 95–100 Punkte: Ausnahmewein

Ein Wein, der unter den Weinen seiner Klasse, seines Jahrganges und seines Terroirs hervorsticht. Er beeindruckt in jeder Hinsicht auf außerordentliche Art und Weise. Ein komplexer Wein, der in Nase und Mund sämtliche Register zieht und Erstklassigkeit in Bezug auf Boden, Rebsorte, Bereitung und Ausbau offenbart. Er ist elegant und ausgefallen, das heißt, er hebt sich von marktgängigen Standards ab, was ihn in einigen Merkmalen für das breite Publikum eigenartig erscheinen lässt. 
- 90–94 Punkte:  Exzellenter Wein

Ein Wein, der grundsätzlich die gleichen Vorzüge bietet wie ein Ausnahmewein, aber mit weniger Profil und Klarheit in seinen Noten.
- 80–89 Punkte:  Sehr guter Wein

Ein Wein, der durch sortentypische Merkmale oder durch Eigenschaften überzeugt, die er bei der Vinifizierung und/oder im Ausbau erwirbt. Ein Wein mit besonderem Charakter, aber ohne auffällige Noten des Terroirs. 
- 70–79 Punkte: Akzeptabler Wein

Der Wein genügt vollkommen den Anforderungen, die an ihn in Bezug auf seine Art und sein Herkunftsgebiet gestellt werden. Er hat keine Fehler, aber auch keine Tugenden.
- 60–69 Punkte: Korrekter Wein

Ein akzeptabler Wein mit leichten Fehlern, die aber den Gesamteindruck nicht übermäßig beeinträchtigen.
- 50–59 Punkte: Nicht empfohlener Wein

Ein Wein, der auf jeden Fall gesundheitlich unbedenklich, geschmacklich jedoch nicht zu empfehlen ist. Dies kann an Oxidationsnoten, einer falschen Lagerung oder an einer verspäteten Abfüllung liegen. Es kann sich durchaus auch um einen älteren Wein handeln, der allmählich umkippt oder um einen jungen Wein mit unangenehmen Gärungsgeruch.

## Qualitätspyramide
Um die tatsächliche Qualität abzubilden, die heutzutage auf dem Markt zu finden ist, wurde für die deutschsprachige Onlineausgabe des Weinführers eine Preis- und Qualitätspyramide erstellt, die auf den Erfahrungen von Weinproben und Bewertungen des spanischen Originals beruht.
- 90–100 Punkte und mehr als 24 Euro. Der Preis kann bis zu den 460 Euro eines Pingus[4] betragen, obwohl der Durchschnitt zwischen 36 und 150 Euro liegt. In dieser Kategorie sind die besten Weine Spaniens enthalten. Folgende Weine lassen sich hier finden: die besten Weine der D.O.Ca (Rioja, Priorat) und einiger weiterer D.O. (Denominación de Origen) wie hauptsächlich Ribera del Duero, Jerez, Rías Baixas, Toro, Jumilla, Penedès, Navarra, Somontano sowie einige Tafelweine (Leda, Mauro, Emeritus). Einige dieser Weine sind Anwärter auf die Zertifizierung Vino de Pago.
- 80–90 Punkte und von 9 bis 36 Euro. Die meisten dieser Weine stammen aus den D.O.s, hinzu kommen einige Land- und Tafelweine. Diejenigen, die eine Preisschwelle von 24 Euro überschreiten, zeichnen sich durch ein außergewöhnliches Preis-Leistungs-Verhältnis aus. Diese Weine vermögen einen originellen Ausdruck innezuhaben, der eine bestimmte Lage charakterisiert (auch diese könnten Kandidaten für Vinos de pago sein). Ein hervorragendes Preis-Leistungs-Verhältnis ist sowohl bei denjenigen Weinen in dieser Kategorie vorhanden, die  preislich bei circa 8 Euro liegen und eine Bewertung zwischen 80 und 85 Punkten vorweisen, als auch bei denjenigen, die circa 16 Euro kosten und zwischen 85 und 90 Punkten erlangt haben.
- Zwischen 75 und 80 Punkten und von 4 bis 16 Euro. Korrekte und durchaus angenehme Weine. Es sind die einfachsten Weine aus den prestigeträchtigen  D.O.s, einige Weine mittlerer Qualität, die noch nicht zu großem Erfolg gekommen sind, und ein großer Teil an Landweinen und einigen Tafelweinen.
- Unter 75 Punkten und weniger als 6 Euro. Die schlechtesten aus den spanischen D.O.s, ein Teil Landweine und die Mehrheit der Tafelweine.

## Aspekte der Verkostung
- Objektive Merkmale

Bei den objektiven Merkmalen handelt es sich um die „bewertbaren“ Eigenschaften, die weder vom Befinden noch von den Vorlieben des Verkosters abhängen und von jedem Weinliebhaber nachvollzogen werden können. 
Farbe: Intensität und Transparenz, z. B. farbintensiv, blass etc. 
Aroma: Intensität, Fehler, dominante Komponenten (z. B. Holz, Rebsorte, viel/wenig Frucht, Ausbau usw.)
Geschmack: Intensität und Struktur, z. B. fleischig, rund, essentielle Geschmacksrichtungen (Säure, Bitterkeit – Tannine, süß, salzig) sowie die unter Aroma genannten Eigenschaften.
- Subjektive Eindrücke

Als subjektive Eindrücke werden die „nicht bewertbaren“ Eigenschaften und persönlichen Assoziationen der Verkoster bezeichnet. Die Vergleiche zu bekannten Duftnoten sollen dem Leser dabei eine ungefähre Vorstellung geben. Beispiele für Farben sind „goldgelb, kirschrot, altgold, mahagonibraun, strohgelb etc.“ Aroma und Geschmack können durch Begriffe wie „Brotrinde“, „Eingemachtes“, „Kirsche“, „Dachboden“ usw. beschrieben werden. Es ist wichtig zu wissen, dass viele spanische Weine zwar im Eichenfass ausgebaut werden, aber ohne eine entsprechende Kennzeichnung wie „Roble“, „Barrica“ oder „Crianza“ auf den Markt gelangen. Dabei wird es immer üblicher, die Weine vor ihrer Abfüllung drei bis vier Monate im Barrique auszubauen, um sie geschmacklich abzurunden und ihnen so den letzten Schliff zu geben.
- Art der Verkostung

Im Gegensatz zu Blindverkostungen und Jurys bei den allseits bekannten Wettbewerben, verkostet das Team des Guia Peñín stets mit sichtbarem Etikett. Dies geschieht aus dem Grund, dass sich bisweilen bei Weinen mit gleicher Etikette und desselben Jahrgangs Abweichungen einschleichen können, die sich während der Reifung in der Flasche aus einem unterschiedlichen Verschluss des Korkens ergeben. 
Dies braucht kein Makel zu sein, kann aber die Benotung in gewisser Hinsicht beeinflussen. Die Verkoster lassen sich dank ihrer Erfahrung nicht von Etiketten verleiten. Dadurch aber, dass sie die Vorgeschichte der jeweiligen Bodega kennen, gelangen sie zu einer gerechteren Einschätzung, zumal größere Qualitätsunterschiede meist Folge der natürlichen Bedingungen eines Jahrgangs sind. 
Die Vorgehensweise bei den Verkostungen:
Eine erste allgemeine Vorstellung liefern nicht nur die Ergebnisse der bisherigen Verkostungen an verschiedenen Orten und zu unterschiedlichsten Anlässen, sondern auch die Kenntnis über die Ausrichtung, Philosophie und Qualitätsstufen einer Kellerei. Zwischen zwei Flaschen einer Marke, die in Art und Ausbau (Crianza, Reserva oder Gran Reserva) gleich sind, ergeben sich nur selten Bewertungsunterschiede von mehr als 3 Punkten (z. B. 75 und 78 Punkte), selbst wenn sie verschiedenen Jahrgängen angehören. Durch konsequente Verbesserungen in der Weinbereitung und beim Lesegut ist dagegen eine höhere Benotung wahrscheinlicher. 
Da dem Verkostungsteam die meist konstant bleibende Arbeitsweise einer Bodega aus vergangenen Jahren bekannt ist, lassen sich die Fehleinschätzungen einer Blindverkostung verringern, bei der manchmal die individuellen Fehler einer einzigen Flaschenfüllung, die keine Berücksichtigung finden, mit Mängeln in der Weinbereitung und im Ausbau verwechselt werden, die durchaus in die Bewertung eines Weines einfließen. Bei jüngeren Bodegas oder Marken, die erstmals im Weinführer erwähnt werden und sich vom bisherigen Stil einer Bodega deutlich unterscheiden, können die Verkoster Rücksprache mit Kollegen halten, um ihre Eindrücke zu vergleichen. 
- Zeitpunkt der Verkostung

Die meisten Verkostungen werden zwischen Ende Januar und dem 30. Juni des gleichen Jahres vorgenommen. Das heißt, alle Muster, die danach eintreffen, sind in der jeweils aktuellen Ausgabe des Weinführers nicht enthalten. Für jedes Weinanbaugebiet in Spanien wird ein Zeitfenster bestimmt, um die hohe Anzahl an Verkostungen in einer relativ kurzen Zeit zu meistern.

## Neuheiten im Peñín-Führer 2011
Zum ersten Mal in der Geschichte des spanischen Weinführers Guia Peñín wurde in diesem Jahr die Grenze der 9.000 verkosteten Weine überschritten. Dies zeigt die große Stilvielfalt der spanischen Weinlandschaft, bei der das Klima, der Boden & natürlich auch die Menschen zu dem ganz besonderen Charakter des Weines beitragen. In der diesjährigen Ausgabe sind als hervorzuhebende Neuheiten diejenigen Weine zu nennen, die mit einheimischen Trauben hergestellt worden sind. Diese autochthonen Rebsorten haben in den zumeist abgelegenen Gegenden überlebt und stechen doppelt hervor: zum einen, weil man aus diesen Rebsorten Weine von hoher Qualität und Ausdruck herstellt, und zum anderen, weil sie den Unterschied und die Typizität ihrer Herkunftsgegend hervorheben. Die einheimische Haupttraubensorte, die sich laut Guia Peñín von allen unterscheidet, ist die Garnacha. Angebaut auf einer Vielzahl von verschiedenen Böden und Klimata, zeigt sie Nuancen, die deutlich mit der Mineralität des Bodens verbunden sind. In diesem Jahr besonders hervorzuheben sind des Weiteren die galicischen Traubensorten Godello, Mencía, Albariño, Treixadura und viele mehr. Alles in allem sind dies Traubensorten, die die galicischen offiziellen Weinstöcke mit kleinen Mengen an Komplexität bereichern. 